# Mất điện Ấn Độ 2012
Hai sự kiện mất điện nghiêm trọng tác động đến miền bắc và miền đông Ấn Độ vào ngày 30 tháng 7 và 31 tháng 7 năm 2012. Ngày 30 tháng 7 năm 2012, mất điện diện rộng tại Ấn Độ tác động đến hơn 300 triệu người và trở thành sự kiện mất điện lớn nhất lịch sử cho đến đương thời theo số lượng người chịu tác động, vượt qua sự kiện mất điện tháng 1 năm 2001 cũng tại Ấn Độ. Sự kiện mất điện diện rộng vào ngày 31 tháng 7 năm 2012 là lớn nhất trong lịch sử, tác động đến trên 620 triệu người, khoảng 9% dân số thế giới, hay một nửa dân số Ấn Độ, trải rộng khắp 22 bang tại miền bắc, miền đông, và đông bắc Ấn Độ. Một ước tính cho rằng 32 gigawatt công suất phát điện bị thoát tuyến trong khi mất điện. Dịch vụ điện được khôi phục tại các địa điểm chịu tác động từ ngày 31 tháng 7 đến 1 tháng 8 năm 2012.

## Bối cảnh
Ấn Độ là quốc gia sản xuất và tiêu thụ điện năng lớn thứ ba trên thế giới, sau Hoa Kỳ và Trung Quốc; tuy nhiên cơ sở hạ tầng điện thường được cho là không tin cậy được. Mạng lưới phát điện miền bắc từng sập vào năm 2001. Một ước tính cho rằng 27% năng lượng được phát ra bị tiêu hao trong truyền tải hoặc bị trộm, trong khi nguồn cung thiếu hụt so với nhu cầu trung bình là 9%. Quốc gia thường xuyên trải qua mất điện kéo dài đến 10 giờ. Hơn nữa, khoảng 25% cư dân, tức khoảng 300 triệu người, chưa được sử dụng điện năng. Các nỗ lực đáng kể được thực hiện nhằm giảm thất thoát trong truyền tải và phân phối và tăng sản lượng hơn nữa.
Trong mùa hè năm 2012, nóng bức cực độ khiến sử dụng điện năng đạt mức kỷ lục tại New Delhi. Do gió mùa đến muộn, các khu vực tại Punjab và Haryana gia tăng lấy điện từ hệ thống để chạy các máy bơm tưới ruộng. Gió mùa đến muộn cũng có nghĩa là các nhà máy thủy điện phát được ít điện hơn so với sản lượng theo thường lệ.

## Chuỗi sự kiện

### 30 tháng 7
Vào lúc 02:35 IST (21:05 UTC ngày 29 tháng 7), các thiết bị ngắt mạch trên đường dây 400 kV Bina-Gwalior nhảy. Do tuyến này cấp điện cho đoạn truyền tải Agra-Bareilly, các thiết bị ngắt tại nhà máy cũng nhảy, và mất điện nối tầng trên toàn mạng lưới. Toàn bộ các nhà máy điện lớn bị đóng cửa tại các bang chịu tác động, gây thiếu hụt ước tính 32 GW. Các quan chức mô tả vụ mất điện là tệ nhất trong một thập niên".
Một ngày sau khi sập, Bộ trưởng Điện năng Sushilkumar Shinde phát biểu rằng nguyên nhân chính xác của sự kiện mất điện còn chưa rõ, song vào thời điểm mất điện, sử dụng điện năng là "trên mức bình thường". Ông suy đoán rằng một số bang đã nỗ lực kéo thêm điện hơn được phép do tiêu thụ cao hơn. Người phát ngôn của Công ty Mạng lưới điện Ấn Độ (PGCIL) và Trung tâm Truyền tải khu vực miền Bắc (NRLDC) nói rằng Uttar Pradesh, Punjab và Haryana là các bang chịu trách nhiệm cho việc kéo điện vượt định mức. Chủ tịch của PGCIL cũng nói rằng dịch vụ điện năng được khôi phục "trong một thời gian kỷ lục".
Trên 300 triệu người, tức là khoảng 25% dân số Ấn Độ không có điện để sử dụng. Các tuyến đường sắt và một số cảng hàng không bị đóng cửa cho đến 08:00. Cảng hàng không nhộn nhịp nhất tại Nam Á là Delhi tiếp tục vận hành do chuyển sang sử dụng điện dự trữ trong vòng 15 giây. Sự kiện mất điện gây "lộn xộn" vào giờ cao điểm sáng thứ hai, khi các tàu hỏa chở khách đóng cửa và đèn tín hiệu giao thông không hoạt động. Các đoàn tàu ngừng chạy trong ba đến năm tiếng. Một số bệnh viện báo cáo các gián đoạn trong dịch vụ y tế, trong khi những nơi khác dựa vào máy phát điện dự phòng. Các nhà máy xử lý nước bị đóng cửa trong vài tiếng, và hàng triệu người không thể lấy nước từ các giếng sử dụng bơm điện.
Văn phòng Liên hiệp Công-Thương Ấn Độ (ASSOCHAM) phát biểu rằng sự kiện mất điện "gây tác động nghiêm trọng" cho các doanh nghiệp, khiến nhiều cơ sở không thể hoạt động. Các nhà máy lọc dầu tại Panipat, Mathura và Bathinda tiếp tục hoạt động vì chúng có nhà máy điện riêng và không phụ thuộc vào lưới điện.
Mất 15 giờ để khôi phục 80% dịch vụ.

### 31 tháng 7
Hệ thống lại mất điện vào lúc 13:02 IST (07:32 UTC), do một sự cố rơle gần Taj Mahal. Kết quả là các nhà máy điện khắp các khu vực chịu tác động tại Ấn Độ lại hoạt động ngoại tuyến. NTPC Ltd. ngưng 38% công suất phát điện của mình. Trên 600 triệu người, tại 22 trong số 28 bang của Ấn Độ không có điện năng để sử dụng.
Trên 300 đoàn tàu hỏa chở khách liên thành phố và ngoại ô bị đóng cửa do sự kiện mất điện. Khu vực chịu tác động tệ nhất do mạng lưới điện bị sập là khu vực đường sắt Northern, North Central, East Central, và East Coast, cùng bộ phận của Eastern, South Eastern và West Central. Đường sắt đô thị Delhi đình chỉ dịch vụ trên cả sáu tuyến, và phải sơ tán các hành khách khỏi các đoàn tàu dừng giữa hành trình với trợ giúp của Cơ quan xử lý thảm họa Delhi.
Khoảng 200 thợ mỏ bị mắc kẹt dưới lòng đất tại miền đông Ấn Độ do các thang máy không hoạt động, song giới chức sau đó cho biết rằng họ đều được cứu thoát.
Không theo thường lệ, Cơ quan xử lý thảm họa quốc gia (NDMA) được ủy quyền điều tra sự cố mất điện do nó đe dọa đến các cơ sở hạ tầng căn bản như đường sắt, đường sắt đô thị, thang máy trong các tòa nhà cao tầng, và di chuyển của phương tiện giao thông.
Các bang sau chịu tác động do mạng lưới điện bị sập:
- Các bang thuộc mạng lưới miền bắc: Delhi, Haryana, Himachal Pradesh, Jammu và Kashmir, Punjab, Rajasthan, Uttar Pradesh, Uttarakhand
- Các bang thuộc mạng lưới miền đông: Bihar, Jharkhand, Odisha, Tây Bengal
- Các bang thuộc mạng lưới miền đông bắc: Arunachal Pradesh, Assam, Manipur, Meghalaya, Mizoram, Nagaland, Sikkim

Các khu vực sau không chịu tác động trực tiếp từ sự cố mất điện:
- Narora, Renukoot và Simbhaoli tại Uttar Pradesh
- Một số bộ phận của Delhi như Badarpur
- Các khu vực được cung cấp bởi nhà máy nhiệt điện Sterlite và Ib (hầu hết miền tây Odisha)
- Hầu hết khu vực đô thị Kolkata (hệ thống CESC)

## Phản ứng
Vào ngày xảy ra sự cố, Bộ trưởng Điện lự Sushilkumar Shinde lệnh cho một ban hội thẩm gồm ba thành viên điều tra nguyên nhân mất điện và báo cáo trong vòng 15 ngày. Phản ứng trước chỉ trích, ông nhận xét rằng Ấn Độ không phải nơi duy nhất từng trải qua mất điện trên quy mô lớn, nõ cũng từng xảy ra tại Hoa Kỳ và Brasil; trong vài năm trước.
The Washington Post mô tả mất điện làm gia tăng sự cấp thiết cho dự án của Thủ tướng Ấn Độ Manmohan Singh trị giá 400 tỷ USD nhằm đại tu mạng lưới điện lực Ấn Độ. Kế hoạch của ông kêu gọi phát thêm 76 GW vào năm 2017, một phần là từ năng lượng hạt nhân.
Tổng thư ký của Liên đoàn các phòng công thương Ấn Độ Rajiv Kumar (FICCI) nói rằng, "Một trong những nguyên nhân chính dẫn đến sập mạng lưới điện là khoảng cách lớn giữa cung và cầu. Hiện có nhu cầu cấp bách trong việc cải tạo lĩnh vực điện năng và mang lại các cải thiện về hạ tầng nhằm đáp ứng các thách thức mới của nền kinh tế đang tăng trưởng."
Ngày 1 tháng 8 năm 2012, tân Bộ trưởng Điện lực Veerappa Moily nói rằng, "Điều đầu tiên là phải ổn định mạng lưới..chúng ta tìm ra một chiến lược phù hợp." Ông từ chối khiển trách các bang cụ thể, nói rằng, "Tôi không muốn bắt đầu bằng trò đổ lỗi."
Team Anna gồm những người ủng hộ nhá hoạt động chống tham nhũng Anna Hazare, cáo buộc rằng sự cố sập mạng lưới điện là một âm mưu nhằm đàn áp với mục tiêu là Sharad Pawar.
Một số nguồn tin kỹ thuật và Cơ quan Phát triển Quốc tế Hoa Kỳ (USAID) đề xuất rằng mất điện diện rộng có thể ngăn ngừa được bằng hệ thống tích phân gồm các lưới điện nhỏ và phát điện phân phối nối liền mạch với mạng lưới chính thông qua một kỹ thuật mạng lưới điện thông minh cao cấp, trong đó tự động phát hiện lỗi, cô lập, tự khắc phục.

## Điều tra
Ủy ban điều tra gồm ba thành viên là S. C. Srivastava, A. Velayutham và A. S. Bakshi công bố báo cáo của mình vào ngày 16 tháng 8 năm 2012. Họ kết luận rằng bốn yếu tố chịu trách nhiệm cho hai ngày mất điện:
- Các hành lang truyền tải điện liên khu vực yếu kém do nhiều chỗ đang bị cắt điện (theo kế hoạch và bắt buộc);
- Tải cao trên tuyến 400 kV Bina–Gwalior–Agra;
- Phản ứng không thỏa đáng từ các trung tâm điều độ hệ thống điện cấp bang (SLDCs) khi chỉ thị các trung tâm điều độ hệ thống điện cấp khu vực (RLDCs);
- Tổn thất đường dây 400 kV Bina–Gwalior do hệ thống bảo vệ của nó vận hành không đúng.

Ủy ban cũng đưa ra một số đề nghị nhằm ngăn chặn tiếp tục sự cố mất điện, bao gồm một cuộc kiểm tra các hệ thống bảo vệ.